# Аірланга
Аірланга (Ерланга) (яван. ꦍꦭ꧀ꦭꦂꦔ꧀ꦒ; 991/1001 — 1049) — магараджа Матараму (в подальшому перейменував на Кахуріпан) у 1019—1045 роках. Відновив єдність держави Матарам (отримав прізвисько Збирач Яванських земель), але перед смертю сам її розділив на 2 частини, шо зрештою послабило яванські царства. Ім'я перекладається як «Той, що перетнув воду».

## Життєпис
Походив з династії Вармадева. Син Удаяни, магараджи балі, та Магендрадатти (доньки Макутаванґси, магараджи Матараму). Їх шлюб було влаштовано для зміцнення впливу Матараму над Балі. Проте висувається теорія, що Аірланга був названим сином Удаяни, а його справжній батько належав до аристократії Матараму, але Аірланга на час смерті останнього був доволі малим й мати швидко вийшла заміж знову. Ця гіпотеза пов'язана з тим, що, хоча Аірланґга був старшим сином Магендрадати, дивно, але замість нього після смерті Удаяни на балійський престол піднявся його молодший брат Мараката. Більше того, Махендрадатта відправив Аірланґгу назад на Яву в підлітковому віці.
Аірланга народився між 991 і 1001 роками. Переважно перебував під опікою матері, а потім вуйка Дгармаванґси, магараджи Матараму у м. Ватугалу. 1016 року був заручений зі своєю стриєчною сестрою — донькою Дгармаванґси. Під час свякування весілля відбулося потужне повстання, підбурене васалом Матараму — Вураварі, раджою Лварама, — яке призвело до знищення столиці Ватугалу та загибелі магараджи разом з родиною та почтом. Сучасні історики також припускають, що успіх повстання був обумовлений підтримкою імперії Шривіджая. Аірлангу за допомогою охоронця Нароттамі вдалося втекти на захід у джунглі, деякий час він вів життя відлюдника на горі Ванагірі.
Поступово він став здобувати підтримку військовиків та сановників колишньої держави Матарам, яка розпалася. У 1019 році зайняв область навколо Ванагірі, де заснував столицю Ватан Мас. Прийняв тронне ім'я Ракай Халу Шрі Локешвара Дхармаванґса Аірланга Анантавікрамоттунгадева. За цим уклав мирну угоду з Шривідаєю. Розширив володіння на Східній Яві від Пасуруану на сході до Мадіуна на заході.
У 1025 році збільшив могутність і вплив Матараму, коли імперія Шривіджая почала занепадати. Припускають, шо в цей час донька магараджахіраджи Санграми Віджаяттунга-вармана знайшла притулок у Східній Яві після того, як її батько потрапив у полон до армії Чола. Разом з цим де дало можливість Аірлангу підкорити Центральну Яву, не оглядаючись вже на Шривіджаю. Північне узбережжя Яви, зокрема Сурабая і Тубан, вперше стали важливими центрами торгівлі. Зумів також змусити молодшого брата Маракату Пангкаджу, раджи Балі, визнати свою зверхність.
У 1037 році столицю було перенесено з Ватан Маса до Кахуріпана, після чого в якості назви держави стала використовуватися Кахуріпан. Згідно з написом Келагена невдовзі розпочав величний проект зрошення, побудувавши греблю Рінгінсапта (розташована в нинішньому регентстві Джомбанг) на річці Брантас, чим забезпечив зрошення навколишніх рисових полів та підтримав гідравлічну систему в цьому районі.
Ближче до кінця життя зіткнувся з проблемою спадкоємства, оскільки наслідна принцеса Санграмавіджая, вирішила стати бгікшуні (буддійською черницею). 1045 року розділив державу між синами Джанґгала і Кедірі, сам зрікся влади й став відлюдником під ім'ям Ресі Гентаю. Причини поділу держави, яку сам Аірланга старанно об'єднав, залишаються загадкою для істориків. Деякі припускали, що це було призначено для уникнення війни між синами, що могло призвести до повної руйнації та захоплення ворогами. Помер Аірланга 1049 року. Його прах, ймовірно, був розвіяний у Белахан тиртха (священний басейн для купання) на східних схилах гори Пенанггунган.

## Меценат
Був відомий своєю релігійною терпимістю і був покровителем як індуїстської, так і буддійської релігій. У 1035 році Айрланга побудував буддійський монастир під назвою Шрівіджаяшрама, присвячений своїй дружині Дгармапрасадоттунгадві. Відомий як великий покровитель мистецтва, зокрема літератури. У 1035 році придворний поет Мпу Канва склав «Какавін Арджунавіваха», який був адаптований з епосу «Магабхарата». Цей текст розповідав історію Арджуни, втілення Індри, але також був алегорією власного життя Аірланги. Розповідь про його життя була проілюстрована в храмі Белахан на схилах гори Пенанггунган, де він був зображений у камені як Вішну на Гаруді.